# Trattati dell'Unione europea
I trattati dell'Unione europea sono l'insieme di trattati internazionali, stipulati tra gli Stati membri, che pongono le basi dell'ordinamento giuridico dell'Unione europea, fissano gli obiettivi dell'Unione e istituiscono i diversi organi istituzionali, disciplinandone le procedure.
Ogni volta che un nuovo Stato entra nell'UE, determinando quindi un allargamento dell'Unione europea, è necessario un nuovo trattato di ingresso che modifichi la lista dei firmatari del trattato fondativo. I trattati dell'Unione europea si trovano nel Palazzo della Farnesina, sede del Ministero degli Affari Esteri, in base al fatto che il governo italiano è il depositario dei trattati.

## Storia
Il Trattato che istituisce la Comunità economica europea (Trattato di Roma, effettivo dal 1958) ed il Trattato sull'Unione europea (Trattato di Maastricht, effettivo dal 1993), costituiscono congiuntamente la base legale dell'UE. Essi sono pertanto conosciuti come "trattati fondativi" o "trattati istitutivi"; questi due trattati sono stati modificati diverse volte a partire dalla loro approvazione, per mezzo di "trattati emendativi".
A seguito delle modifiche operate dal trattato di Lisbona, l'attuale assetto dell'ordinamento giuridico dell'Unione prevede il "Trattato sull'Unione europea" (derivante dalla modifica del TUE creato dal trattato di Maastricht) ed il "Trattato sul funzionamento dell'Unione europea" (derivante dalle riforme del TCEE). Per quanto sia generalmente possibile rintracciare un carattere di maggior tecnicità e specificità nel TFUE, i trattati, nel loro art. 1, prevedono che entrambi abbiamo il medesimo valore giuridico, condiviso anche con i protocolli ad essi allegati, costituendo dunque il vertice gerarchico dell'ordinamento dell'Unione europea.

## Trattati ratificati
Legenda per la tabella sottostante:   [Fondanti] - [Emendanti] - [Accesso] - [Esterni]
| Trattato                           | Istituzione/Modifica                                                                                                | Firmato a                 | Firmato il                        | Effettivo da                 | Cessazione     |
| ---------------------------------- | --- | ------------------------- | --------------------------------- | ---------------------------- | -------------- |
| Trattato di Bruxelles              | Unione dell'Europa Occidentale                                                                                      | Bruxelles, BE             | 17 marzo 1948                     | 23 ottobre 1954 (modificato) | 1º luglio 2011 |
| Trattato CECA                      | Comunità europea del carbone e dell'acciaio                                                                         | Parigi, FR                | 18 aprile 1951                    | 23 luglio 1952               | 23 luglio 2002 |
| Trattato CEE                       | Comunità economica europea                                                                                          | Roma, IT                  | 25 marzo 1957                     | 1º gennaio 1958              | in vigore      |
| Trattato Euratom                   | Comunità europea dell'energia atomica                                                                               | Roma, IT                  | 25 marzo 1957                     | 1º gennaio 1958              | in vigore      |
| Trattato di fusione                | Unione degli esecutivi di CECA e EURATOM con quelli della CEE                                                       | Bruxelles, BE             | 8 aprile 1965                     | 1º luglio 1967               | 1º maggio 1999 |
| Primo Trattato Finanziario         | Parziali poteri finanziari al Parlamento                                                                            | Lussemburgo, LU           | 22 aprile 1970                    | 1º gennaio 1971              | in vigore      |
| Trattato di Adesione del 1972      | Allargamento a Danimarca, Irlanda e Regno Unito                                                                     | Bruxelles, BE             | 22 gennaio 1972                   | 1º gennaio 1973              | in vigore      |
| Secondo Trattato Finanziario       | Poteri finanziari maggiori al Parlamento Istituzione della Corte dei conti europea                                  | Bruxelles, BE             | 22 luglio 1975                    | 1º giugno 1977               | in vigore      |
| Trattato di Adesione del 1979      | Allargamento alla Grecia                                                                                            | Atene, GR                 | 28 maggio 1979                    | 1º gennaio 1981              | in vigore      |
| Trattato della Groenlandia         | Uscita della Groenlandia                                                                                            | Bruxelles, BE             | 13 marzo 1984                     | 1º febbraio 1985             | in vigore      |
| Trattato di Adesione del 1985      | Allargamento a Spagna e Portogallo                                                                                  | Madrid, ES Lisbona, PT    | 12 giugno 1985                    | 1º gennaio 1986              | in vigore      |
| Accordi di Schengen                | Spazio di libera circolazione delle persone                                                                         | Schengen, LU              | 14 giugno 1985                    | 19 giugno 1990 (convenzione) | 1º maggio 1999 |
| Atto unico europeo                 | Introdotti il Mercato unico e la Cooperazione politica europea                                                      | Lussemburgo, LU L'Aia, NL | 17 febbraio 1986 28 febbraio 1986 | 1º luglio 1987               | in vigore      |
| Trattato sull'Unione Europea       | La CEE divenne Comunità europea Istituzione dei pilastri intergovernativi della PESC e del GAI.                     | Maastricht, NL            | 7 febbraio 1992                   | 1º novembre 1993             | in vigore      |
| Trattato di Adesione del 1994      | Allargamento a Austria, Finlandia e Svezia                                                                          | Corfù, GR                 | 24 giugno 1994                    | 1º gennaio 1995              | in vigore      |
| Trattato di Amsterdam              | Introdotto l'Alto Rappresentante Trasferiti poteri dal GAI alla CE Integrati gli Accordi di Schengen                | Amsterdam, NL             | 1º ottobre 1997                   | 1º maggio 1999               | in vigore      |
| Trattato di Nizza                  | Preparazione in vista degli allargamenti                                                                            | Nizza, FR                 | 26 febbraio 2001                  | 1º febbraio 2003             | in vigore      |
| Trattato di Adesione del 2003      | Allargamento a Repubblica Ceca, Cipro, Estonia, Lettonia, Lituania, Malta, Polonia, Slovenia, Slovacchia e Ungheria | Atene, GR                 | 16 aprile 2003                    | 1º maggio 2004               | in vigore      |
| Trattato di Adesione del 2005      | Allargamento a Bulgaria e Romania                                                                                   | Lussemburgo, LU           | 25 aprile 2005                    | 1º gennaio 2007              | in vigore      |
| Trattato di Lisbona                | Completamento delle innovazioni per il buon funzionamento dell'UE a 27 e più membri                                 | Lisbona, PT               | 13 dicembre 2007                  | 1º dicembre 2009             | in vigore      |
| Trattato sul MES                   | Istituzione del meccanismo europeo di stabilità                                                                     | Bruxelles, BE             | 2 febbraio 2012                   | 27 settembre 2012            | in vigore      |
| Trattato sul bilancio              | Unione di bilancio nell'Eurozona                                                                                    | Bruxelles, BE             | 2 maggio 2012                     | 1º gennaio 2013              | in vigore      |
| Trattato di adesione del 2011      | Allargamento alla Croazia                                                                                           | Bruxelles, BE             | 9 dicembre 2011                   | 1º luglio 2013               | in vigore      |
| Accordo di recesso del Regno Unito | Uscita del Regno Unito                                                                                              | Bruxelles, BE Londra, UK  | 24 gennaio 2020                   | 1º febbraio 2020             | in vigore      |

## Trattati non ratificati
Istituzione di una Comunità europea di difesa
A seguito del successo del Trattati di Parigi, si tentò di permettere alla Germania Ovest di riarmarsi all'interno di una struttura di forze armate dell'Unione europea, nella forma di una "Comunità europea di difesa". Il trattato fu firmato dai sei membri iniziali il 27 maggio 1952 e l'Assemblea comune iniziò a trarre le linee essenziali di un trattato per una comunità politica europea, che assicurasse credibilità democratica al nuovo esercito; questo sforzo fu però abbandonato quando il trattato sulla Comunità di difesa fu rifiutato dall'Assemblea nazionale francese il 30 agosto 1954.
Trattati di Adesione della Norvegia del 1973 e 1995
La Norvegia cercò di unirsi alla CEE/UE in due separate occasioni, ma in entrambi i casi i referendum nazionali diedero esito negativo, impedendo alla Norvegia di entrare a far parte dell'Unione. Il primo trattato fu siglato a Bruxelles il 22 gennaio 1972, mentre il secondo a Corfù il 24 giugno 1994.
Trattato che adotta una Costituzione per l'Europa (Costituzione europea)
La Costituzione europea è stato un trattato che si prefiggeva di consolidare tutti i trattati che si sono susseguiti (eccetto il Trattato Euratom) in un unico documento.
La Costituzione semplificava la struttura dell'UE, prevedeva cambiamenti nel sistema di voto in Consiglio e creava una cooperazione strutturata per la politica estera.
Il Trattato fu siglato a Roma il 29 ottobre 2004 con l'intento di renderlo operativo il 1º novembre 2006 dopo le ratifiche di tutti i paesi membri.
Questo non avvenne poiché la Francia (il 29 maggio 2005) e i Paesi Bassi (il 1º giugno 2005) rigettarono il documento attraverso due referendum.
Seguì un "periodo di riflessione", al termine del quale la Costituzione europea fu sostituita dal Trattato di Lisbona.